# Schiffahrts-Verlag Hansa
Der Schiffahrts-Verlag „Hansa“ GmbH & Co. KG ist ein deutscher Verlag mit Sitz in Hamburg. Er ist spezialisiert auf Fachzeitschriften und Veranstaltungen im maritimen Bereich.
Der Verlag gibt unter anderem die 1864 erstmals erschienene Fachzeitschrift Hansa – International Maritime Journal heraus. Zudem veranstaltet er seit 1997 jährlich die Branchenkonferenz Hansa-Forum.

## Zeitschriften
- Frachtendienst: Verlader- und Verkehrs-Fachblatt; erschienen von 1950 bis 1981[2]
- Transportdienst + Wirtschaftscorrespondent: Verlader- u. Verkehrszeitschrift; erschienen von 1981 bis 1992.[3]
- Transpack: Zeitschrift für innovative Verpackung; Material, Produktion, Einsatz, Transportbelastung, Recycling; erschienen von 1991 bis 1993.[4]